# SV 1910 Kahla
Der SV 1910 Kahla ist ein deutscher Sportverein aus Kahla im Saale-Holzland-Kreis.

## Verein

Historisches Logo der BSG Chemie Kahla

Der SV Kahla wurde im Jahr 1910 gegründet. In den zwanziger Jahren agierte der Verein in der Gauliga Ostthüringen, konnte bis 1945 aber keine nennenswerten Erfolge erreichen.
Nach dem Zweiten Weltkrieg wurde der SV 1910 aufgelöst und als SG Rot-Weiß Kahla neu gegründet. Bereits im Jahr 1948 erfolgte eine kurzzeitige Umbenennung in BSG Keramik Kahla. Seit 1950 spielten die Thüringer dann unter dem Namen Chemie Kahla. Auf sportlicher Ebene durchlief Kahla Anfang der fünfziger Jahre recht schnell die Bezirksklasse sowie Bezirksliga Gera. In der Spielzeit 1953/54 gelang Chemie der Aufstieg in die DDR-Liga. Die zweithöchste Spielklasse der DDR mussten die Thüringer nach nur einer Saison als Tabellenletzter der Staffel 2 wieder verlassen. In der Folgezeit spielte Kahla ausnahmslos im regionalen Bereich des Bezirkes Gera.
Nach der Wende kehrte der Verein zu seinem historischen Namen zurück. Gleich im ersten Finale des 1991 ausgetragenen TFV-Pokals gewann Kahla gegen den FV Zeulenroda den Thüringer Landespokal. 1992 gewannen die Ostthüringer die Meisterschaft in der Bezirksliga und stiegen in die Thüringenliga auf. Nach zwei vorherigen Vizemeisterschaften in der Thüringenliga erfolgte 1996 der Aufstieg in die Oberliga Nordost. Aus der Oberliga musste der SV Kahla nach zwei Spielzeiten gemeinsam mit Anhalt Dessau sowie dem Halleschen FC wieder absteigen. Nach der Ligenreform im Thüringer Fußball zur Saison 2010/11 spielte der Verein in der achtklassigen Regionalklasse (Staffel 2). Im Jahr 2012 gingen die Regionalklassen aus dem Verantwortungsbereich des TFV in die der neugegründeten 9 Kreisfachausschüsse über. Bis 2017 spielt der Verein in der Landesklasse Thüringen Ost (7. Liga).
Nach der Saison 2016/17 wurde der größte Teil der Abteilung Fußball aus dem Verein in die BSG Chemie Kahla ausgegliedert. Die weiteren Spieler verblieben beim SV 1910 Kahla.

## Statistik
- Teilnahme DDR-Liga: 1954/55
- Teilnahme NOFV-Oberliga: 1996/97, 1997/98
- Ewige Tabelle der DDR-Liga: Rang 195
- Teilnahme DFB-Pokal: 1991/92 (1. Hauptrunde – 1:4-Niederlage gegen den FC Rot-Weiß Erfurt)
- Sieger Thüringer Landespokal: 1991

## Bilanz seit 1990/91
- Saison 1990/91 – Vizemeister in der Bezirksliga
- Saison 1991/92 – Bezirksmeister und Aufstieg in die Thüringenliga
- Saison 1992/93 – Platz 7 in der Thüringenliga
- Saison 1993/94 – Vizemeister in der Thüringenliga
- Saison 1994/95 – Vizemeister in der Thüringenliga
- Saison 1995/96 – Thüringenmeister und Aufsteiger in die Oberliga Nordost
- Saison 1996/97 – Platz 8 in der Oberliga Nordost
- Saison 1997/98 – Platz 15 in der Oberliga Nordost und Abstieg in die Thüringenliga
- Saison 1998/99 – Platz 6 in der Thüringenliga
- Saison 1999/00 – Platz 7 in der Thüringenliga
- Saison 2000/01 – Tabellenletzter und Abstieg in die Landesklasse (aufgrund vieler Spielerabgänge wurde die 1. Männermannschaft aus der Landesklasse zurückgezogen und Kahla spielte in der Saison 2001/02 in der Bezirksliga)
- Saison 2001/02 – Platz 9 in der Bezirksliga
- Saison 2002/03 – Platz 12 in der Bezirksliga
- Saison 2003/04 – Platz 12 in der Bezirksliga
- Saison 2004/05 – Platz 3 in der Bezirksliga
- Saison 2005/06 – Platz 5 in der Bezirksliga
- Saison 2006/07 – Platz 5 in der Bezirksliga
- Saison 2007/08 – Platz 7 in der Bezirksliga
- Saison 2008/09 – Platz 9 in der Bezirksliga
- Saison 2009/10 – Platz 5 in der Bezirksliga
- Saison 2010/11 – Platz 6 in der Regionalklasse
- Saison 2011/12 – Platz 4 in der Regionalklasse
- Saison 2012/13 – Platz 3 in der Kreisoberliga Jena-Saale-Orla
- Saison 2013/14 – Platz 2 in der Kreisoberliga Jena-Saale-Orla
- Saison 2014/15 – Platz 1 in der Kreisoberliga Jena Saale-Orla und Aufstieg in die Landesklasse (1. Mannschaft)
- Saison 2014/15 – Platz 1 in der Kreisliga Jena-Saale-Orla-Nord und Aufstieg in die Kreisoberliga (2. Mannschaft)
- Saison 2015/16 – Platz 13 in der Landesklasse Thüringen Ost
- Saison 2016/17 – Platz 14 in der Landesklasse Thüringen Ost

## Personen
- Ingo Walther
- Vorsitzender des SV 1910 Kahla: André Fortagne